# Prima declinazione del greco antico
La prima declinazione del greco antico, che corrisponde in tutto e per tutto alla prima declinazione latina, raccoglie i sostantivi maschili e femminili con il tema in -α. Ne esiste inoltre una sottospecie contratta (prima declinazione contratta).

## Prima declinazione regolare - Caratteri generali
La prima declinazione regolare (non contratta) si articola in due sottoclassi: l'una comprendente esclusivamente i femminili, l'altra comprendente i maschili, che nel nominativo, nel genitivo e nel vocativo singolare hanno le desinenze della seconda declinazione.
La struttura della prima declinazione greca risente, in attico, della caratteristica evoluzione fonetica dell'α in questo dialetto: nel greco attico, infatti, l'α lungo si muta sistematicamente in η, a meno che non sia preceduto da ε, ι o ρ, nel qual caso non muta di timbro (in questo caso si tratta del cosiddetto "alfa puro" assente del tutto nel dialetto ionico). Nel caso di α breve non intervengono ovviamente modificazioni, salvo quando, nel caso sia impuro, la desinenza flessiva lo allunga nei casi obliqui del singolare; tuttavia, l'accusativo plurale esce sempre in -ᾱς, con alfa lungo, in ogni caso. Da notare che molto spesso al duale del femminile la forma dell'articolo è quella maschile con il tema in -ο (nom. acc. τώ, gen. dat. τοῖν), della seconda declinazione, in luogo di quella femminile con il tema in -α (nom. acc. τά, gen. dat. ταῖν), della prima declinazione.
Sulla base delle alterazioni fonetiche dell'alfa lungo, i maschili e i femminili si classificano genericamente in "nomi in alfa puro", che conservano α in tutta la declinazione, poiché questa vocale è sistematicamente preceduta da ε ι e ρ, e "nomi in alfa impuro", che mutano α in η solo se lungo per natura o se allungato dalle terminazioni del genitivo e del dativo singolari. Ulteriori sottoclassi si rinvengono nella declinazione dei femminili.

### Declinazioni dei femminili: sottoclassi
I femminili si dividono in quattro sottoclassi:
- Femminili in alfa puro lungo (ᾱ), con la α lunga in tutto il singolare;
- Femminili in alfa puro breve (ᾰ̓), con la α in tutti i casi del singolare, breve nei casi retti (nominativo, accusativo e vocativo) e lunga nei casi obliqui (genitivo e dativo);
- Femminili in alfa impuro lungo (η), in cui l'α lungo passa a η in tutto il singolare; l'accusativo plurale esce sempre in -ᾱς, cioè con alfa lungo, senza passare mai a eta.
- Femminili in alfa impuro breve, che cambiano l'α in η solo dove le desinenze flessive lo allungano, cioè nei casi obliqui (genitivo e dativo) del singolare che escono in -ης, -ῃ; l'accusativo plurale esce sempre in -ᾱς, cioè con alfa lungo, e non passa mai a eta (-η).

## Caratteristiche morfologiche e fonologiche della I declinazione femminile e maschile
I temi in alfa α provengono da un originario suono vocalico definito "swa" (Ā, ā), ossia una A dal timbro lungo, tanto che nei gruppi di nomi femminili della I declinazione, in alfa impuro lungo, nei dialetti ionico-attici diventa un η. 
In sostanza la I declinazione greca è definita "mista" in quanto comprende termini femminili e maschili, con tema apofonico in α, derivante dallo swa indeuropeo ā; e proprio per i fenomeni apofonici, i temi femminili variano dal gruppo dell'alfa puro all'alfa impuro, a loro volta lungo e breve. I sostantivi maschili sono un gruppo esiguo; con l'evoluzione del tema originario, la maggior parte dei sostantivi della I declinazione ha visto i temi in ᾰ̓ (con -ε,-ο nelle incisioni delle tavolette micenee). L' ᾰ̓ è usato anche i sostantivi che indicano un plurale anziché singolare, ma nella frase tali termini si costruiscono col verbo al singolare, e inoltre è usato per i nomi neutri, nel nominativo-accusativo al plurale.
Come detto, nei gruppi di nomi di alfa impuro lungo -ᾱ, questa si allunga al punto da diventare η, fenomeno tipico di declinazione attica, in cui molti esempi sono dati da nomi della II declinazione, come nel caso della trasformazione del termine λαός in λεώς (*λη + ος radice e tema + desinenza del nom. II declinazione + fusione degli incontri vocalici) = λεώς.
Per quanto riguarda il genitivo singolare, nell'originale indeuropeo, così come in forme arcaiche della declinazione latina (Pater famili + as), la desinenza era * swa + s (ās); nei sostantivi maschili invece, per analogia con la II declinazione dei temi in -o, hanno la deinenza -ου.
Per quanto riguarda il dativo singolare, alla stessa maniera di alcuni fenomeni arcaici nella declinazione latina, nell'originario indeuropeo era in *āi, e lo si ritrova nelle desinenze greche arcaiche -αι, -ηι, soprattutto nell'antica epica e lirica. In seguito per normalizzazione della lingua, lo iota finale si sottoscrisse, di fatto la desinenza tipica del dativo di I e II declinazione avente lo iota sottoscritto, viene in -ᾳ (per la I declinazione femminile: α + αι, ossia tema + desinenza, incontro vocalico = ᾳ), e in (-ῴ per la II declinazione: o + οι ossia tema in omicron + desinenza, incontro vocalico = ῴ).
Per l'accusativo singolare -αν, nell'originario indeuropeo la desinenza era *am con m° ossia una sonante nasale labiale, che soprattutto nella III declinazione, nei diversi sostantivi con diverso tema, negli incontri con vocali o consonanti dà esiti diversi, divenendo vocale in incontro con consonante, e viceversa nell'incontro con vocale. Nel caso dell'accusativo della I declinazione la m° viene eliminata in fine di parola, e quindi si trasforma in una -ν, al contrario delle -m finali della declinazione latina (puella-m), la vocale non subisce allungamenti o riduzioni di quantità, e conserva la quantità del tema del sostantivo, che sia in -α lunga o breve.
Per quanto riguarda la declinazione plurale dei sostantivi femminili:
- Il nominativo greco cambia rispetto alle terminazioni originarie in *as di derivazione indeuropea, sia per differenziarsi dalla desinenza del genitivo singolare, e per analogia ai sostantivi del nominativo plurale della II declinazione in -οι (originale indeuropeo *oi); inoltre ciò ha prevalso anche sulle differenti desinenze del nominativo plurale della III declinazione, aventi origine nelle desinenze indeuropee *os - *es. In sostanza la desinenza al nominativo plurale, della I declinazione sia femminile che maschile, viene dall'originale *ai con α breve, abbreviatosi per questioni dell'accento in riferimento alle regole della legge del trisillabismo circa i dittonghi finali, essendo dunque in finale assoluta di parola, e per ragioni metriche.

Il genitivo plurale sia per la femminile che la maschile, è in -ων, derivato dall'originale indeuropeo *som con m° sonante; tale desinenza era tipica anche dei dimostrativi, quindi fenomeno esistente anche per l'articolo determinativo greco. Nella costruzione della desinenza, seguendo i fenomeni morfologici di incontro vocalico e caduta del sigma intervocalico -σ: 
- α (vocale tematica) + σομ > α + ομ (cade sigma intervocalico + fusione dell'incontro vocalico di α + o) > ωμ (μ finale in greco si trasforma in ν) questo per fenomeno di adattamento, che nel greco antico coinvolge principalmente la μ finale e interconsonantico con labiale o dentale, per ragioni eufoniche e di pronuncia (es: μ + τ = ντ) > -ων.
  - Il sigma intervocalico infatti fa parte delle consonanti fricative, che con i secoli si sono evolute in fricative più deboli, come -h (da non confondere con -η), tendenti a scomparire per un punto di vista pratico nella grammatica. Le fricative del sigma intervocalico furono conservate nel greco antico solo per i tempi verbali riguardanti un'azione del passato, come l'aoristo sigmatico e il futuro perfetto. Il sigma rimane nella parola solo quando è in inizio + un sigma secondario, formatosi da occlusiva + aspirazione semivocalica (*δj, δϝ, tj, tϝ), cioè quando l'accento originario + sulla prima delle due sillabe che vanno a contrarre mediante la vocale; in tal caso l'accento acuto diventa circonflesso in base all'esito della stessa contrazione, avvenuta all'interno di parola. Se l'accento originario è posto sulla seconda delle sillabe che subiscono la contrazione incontrandosi, questo diventa acuto sulla vocale esito della stessa contrazione. Es: per il primo caso: τῶν ᾰ̓ληθειῶν (accento sulla penultima sillaba, nella contrazione del tema in α + vocale iniziale della desinenza del genitivo plurale + accento acuto sulla radice -ει per legge del trisillabismo, si sposta e avviene la contrazione con allungamento di compenso, in seguito alla caduta di sigma intervocalico < *ᾰ̓ληθέι + σωμ = ᾰ̓ληθει.
Per il secondo caso: βασιλέων (genitivo plurale III declinazione < *βασιληϝ + ων: cade il digamma ma non avviene contrazione). Rimanendo alla I declinazione femminile, un altro esempio di accento che si mantiene acuto anziché circonflesso, come vuole la prassi normalizzatrice della declinazione greca attica, il genitivo plurale di ἀλήθεια nello ionico (da non confondere con il dialetto attico) può essere sia ἀληθειῶν (con contrazione e trasformazione in accento circonflesso) che ἀληθειέ͜ων (done non avviene contrazione, l'accento rimane acuto, pur spostandosi di sede per legge del trisillabismo, ma avviene sinizesi tra vocale tematica e desinenza per ragioni metriche). Lo stesso fenomeno di non contrazione, nel dialetto ionico, avviene nel dativo plurale: ἀληθείῃσῐ / ἀληθείῃσῐν / ἀληθείῃς / ἀληθείαις; in queste diverse soluzioni declinatorie, la legge del trisillabismo e di Osthoff sono sempre rispettate.
  - Non sempre l'α si fonde con -ο creando la vocale lunga ω, nei casi arcaici come in Omero, il genitivo di χώρα è χωράων[3], e nello ionico verrebbe χωρεών, con α abbreviatasi in ε al posto di η per questione della legge di Osthoff (*-ηων > -εων), da non confondere in questo fenomeno con la legge del trisillabismo; e con l’accento rimanente sull’alfa per questioni proprie della legge del trisillabismo che può spostarsi in avanti solo di una quantità. Tuttavia nella declinazione femminile un termine come questo, nel genitivo plurale vede la fusione di α + ω, ed essendo un termine parossitono (accento sulla penultima, quindi su α), questo stesso da acuto diventa circonflesso = χωρῶν, sempre seguendo le regole delle leggi di limitazione nel greco antico e la legge del trisillabismo.
  - In alcuni casi arcaici, come in Omero ed Erodoto, non avviene contrazione e le desinenze sono in -ηων, oppure in -εων dove avviene abbreviazione di vocale per legge di trisillabismo, poiché altrimenti la parola avrebbe più di 3 tempi quantitativi. L'accento circonflesso, nei nomi di I e II declinazione è sempre presente nel genitivo plurale -ῶν per effetto di caduta di sigma intervocali (*-σωμ > *-ά della vocale tematica + σων = contrazione e caduta di una sillaba per rientrare nella legge del trisillabismo, con allungamento di compenso della vocale contratta e trasformazione dell'accento da acuto in circonflesso). Di fatto l'accento è sempre perispomeno, essendo nella penultima sillaba della parola parossitona[4].

Per quanto riguarda il dativo e l'accusativo al plurale, il primo presenta la desinenza in -αις per analogia con le desinenze della II declinazione (tenendo conto che i nomi di questa declinazione hanno i temi in -ε, -ο), questa desinenza è molto frequente nella declinazione attica, mentre nel dorico veniva in -αισι(ν), dunque in forma allungata, perché con una sillaba in più nella vocale -ι in fine di parola. Anche nella poesia attica, come nel caso di Omero, esistevano forme allungate del dativo plurale, soltanto che si usava lo iota sottoscritto e avveniva il fenomeno della legge di Osthoff: -ῃσι(ν).
Quanto all'accusativo plurale, nell'indeuropeo esisteva la desinenza *n°s, anche in questo caso una nasale labiale sonante che davanti a consonante s si trasforma in vocale; la desinenza dei nomi femminili e maschili della I declinazione è -ᾱς < -α + ας < α + nς, quindi allungamento di compenso nella caduta di n° sonante. Al di là della lunghezza dell'α nell'accusativo plurale, se l'α non è lungo si allunga nel fenomeno della contrazione, altrimenti se è già lungo resta tale. Oltre all'attico, esistono casi di accusativo non pienamente contratto, come χωράνς nel dialetto cretese, mentre nel dialetto lesbico eolico avviene una dittongazione di n° piuttosto che la trasformazione in α lunga, sicché si hanno esempi come χώραις < *χωρ + α + νς < *χωρ + α + n°ς. Nel caso della II declinazione con il tema in -ο si ha lo stesso passaggio per l'accusativo plurale, nel lesbico, sicché l'accusativo risulta uguale al dativo plurale: ἀνέμοις.
Il vocativo plurale e singolare rispecchia il rispettivo nominativo. Il duale è organizzato per N.A.V. (nominativo, accusativo, vocativo) e G.D. (genitivo, dativo) in analogia delle desinenze della II declinazione. Quindi il NAV viene in , -ᾱ, il GD in -αιν.
Per quanto concerne i nomi in α breve impuro, si tratta di un gruppo di nomi della I declinazione femminile, alternatasi al gruppo principale dell'α puro lungo. Si pensa che tale tema provenga da un originario suffisso indoeuropeo *ya, con "a" sia breve che lungo, trasformatosi in greco antico in *ja sia breve che lungo. Lo j greco con i secoli cadde, insieme al digamma; in questi casi, l'incontro di j di *ja con la consonante dei radicali delle parole, ha portato alla creazione di 2 gruppi di sostantivi in α puro breve:
- Termini parossitoni con tema in dittongo e accento circonflesso al nominativo: es: σφαῖρα, termine derivato dall'incontro originario di liquida ρ + jα < *σφαρ + jα < scomparsa di j e allungamento in dittongo della vocale del radicale.
- Termini proparossitoni e parossitoni, che indicano qualcosa di specifico (divinità, mare, lingua come organo fisico), originatisi dall'incontro del radicale terminante in dentale con jα. es: *τραπεδ + jα = τράπεζα.

Questo gruppo di termini in α impuro breve, nell'epoca ellenistica, con l'atticizzazione della Grecia, video la normalizzazione omologante, seguendo la declinazione in α puro, ossia quando l'α sia preceduta dalle vocali del radicale in -ε,-ι oppure dalla liquida -ρ.

### Sostantivi maschili della I declinazione: caratteristiche
I sostantivi maschili sono un gruppo della I declinazione, derivante dai nomi della classe in α puro lungo, e dall'α impuro lungo, che muta quindi la vocale della desinenza in η. Si crede che in origine questi termini maschili fossero uguali ai sostantivi femminili, e che poi nella loro evoluzione apofonica, si avvicinarono alle desinenze dei sostantivi tematici della II declinazione.
- Il nominativo in -ας per analogia al nominativo in -ος della II declinazione, il genitivo per analogia sempre alla II declinazione cambia da quello in -ας della I declinazione femminile, per evitare fraintendimenti e confusioni, divenendo -ου (in altri dialetti e arcaismi, come lo ionico, anche in -οιο, -εω). Per i temi in α impuro che si evolvono in η, la questione è legata al meccanismo della chiusura vocalica, nel dialetto attico.

Desinenze della I declinazione femminile
Singolare
- Nom: -α (lungo e breve, puro lungo, puro e impuro breve), -η (impuro lungo, attico)
- Gen: -ας, -ης
- Dat: -ᾳ (-αι), -ῃ (-ηι)
- Acc: -αν (sia per nomi in α puro lungo e puro e impuro breve), -ην
- Voc: come nominativo

Duale
- NAV (casi retti): -α
- GD (casi obliqui): -αιν

Come detto, declinazione per analogia con la II declinazione tematica.
Plurale
- Nom: αι (sempre breve perché in finale di parola)
- Gen: -ῶν (in alocuni casi non contrae, come nello ionico)
- Dat: - αις (-ῃσῐ[ν] nello ionico)
- Acc: -ας
- Voc: come nominativo

Desinenze della I declinazione maschile
Singolare
- Nom: -ας, -ης (α puro e impuro)
- Gen: -ου (-οιο, -εω, casi di arcaismi e ionismi)
- Dat: ᾳ (-αι), -ῃ (-ηι)
- Acc: -αν, -ην
- Voc: -α (breve e lungo)

Duale
- Come nei femminili della I declinazione per analogia alla II declinazione.

Plurale
- Come nella I declinazione per analogia alla II declinazione.

## Questioni di accentazione e leggi sui tre tempi (trisillabismo) della parola
Seguendo le regole fondamentali dell'accentazione nel greco antico, l'accento si sposta di sillaba in sillaba (avanza o rimane nella sede originaria, non arretra come nel caso della coniugazione verbale) oppure evolve da acuto a circonflesso, o rimane invariato, o da circonflesso si riduce ad acuto, a seconda degli incontri vocalici, delle contrazioni con le vocali delle desinenze, dell'aggiunta o riduzione di sillabe nella stessa parola. Nella I declinazione esistono:
- Parole monosillabiche che hanno l'accento sull'ultima sillaba, quindi sono dette ossitone. Non sempre una parola ossitona implica che debba essere monosillabica (es: στρατιά). Tale accento ossitono varia durante la declinazione per questioni della legge del trisillabismo (θεά, θεᾶς). In tal caso, per la presenza dell'accento circonflesso nell'ultima sillaba, la parola è detta anche perispomena.
- Parole parossitone, con accento sull'ultima sillaba, il quale varia durante la declinazione in base al fatto che, se l'accento è sulla penultima sillaba, nell'incontro vocalico con vocale lunga con cui contrae (genitivo e dativo singolar ee plurale), l'accento si sposta e diventa circonflesso, es: χώρα [nom. sing.], χωρῶν [gen. plu.], ma nel caso di vocale breve in finale di parola, come il nom. plu. viene per legge del trisillabismo χῶραι. Viceversa sempre in una parossitona, dove l'accento nella penultima è lunga perché la desinenza è in -α breve (es. σφαῖρα nom. sing.) nel genitivo e dativo dove solitamente si allunga, per non violare la legge del trisillabismo, mediante la metatesi di quantità si scambia la quantità di lunghezza della sillaba, sicché al gen. sing. risulta σφαίρας. Nel primo caso, riguardo l'accento circonflesso in penultima sede, la parola è detta properispomena.
- Nei nomi con tema in α impuro, quando l'α si trasforma in η, se è un parossitono, per non violare la legge del trisillabismo, l'accento non muta posizione dalla sede originaria (es: δόξα, δόξης, ecc.).

## Declinazione di sostantivi femminili in alfa puro e impuro
Qui di séguito, esempi di declinazione per ciascuna delle quattro tipologie:
Alcune caratteristiche tipiche contraddistinguono i femminili e i maschili di I declinazione:
- la desinenza -αι dei nominativi e dei vocativi plurali, pur essendo un dittongo, è considerata breve per natura;
- il genitivo plurale ha sempre l'accento circonflesso, è cioè perispomeno, poiché deriva dalla contrazione della desinenza -άων (< *-άσων), ancora ampiamente attestata in Omero; si sottraggono a questa regola i seguenti maschili:  ἀφύης, "acciuga"  χλούνης, "cinghiale",   χρήστης, "usuraio", ed  ἐτέσιαι, "vènti etèsii", che sono parossitoni;
- fanno parte dei nomi in alfa puro breve solo e soltanto i sostantivi che terminano in -τρια, εια, οια, υια, ρα preceduto da dittongo o υ, fatta eccezione per  ἑταίρα, "compagna, amante, donna di piacere" e  παλαίστρα,  "palestra".
- fanno parte dei nomi in alfa impuro breve principalmente i sostantivi che terminano in σσα, -ξα, -ψα, ζα, -λλα, -ννα, -ινα, -
- ci sono alcuni nomi che non rispettano la distinzione fra alfa puro e impuro:   κόρη "fanciulla",  δέρη "collo",  στοά "portico",  δίαιτα "tenore di vita", τόλμα "audacia", e alcuni casi di sostantivi in -να:  μέριμνα "angoscia",  ἔχιδνα "vipera, Echidna (mostro mitologico)",  πρύμνα "poppa".
- I nomi femminili solo singolari dei personaggi mitologici Λήδα e Φιλομήλα conservano la α in tutto il paradigma, poiché vengono dal dialetto dorico.

1. Declinazione dei femminili in alfa puro lungo -  χώρα: "regione"
|            | Singolare | Duale              | Plurale     |
| ---------- | --------- | ------------------ | ----------- |
| Nominativo | ἡ χώρᾱ    | τὼ (τὰ) χώρᾱ       | αἱ χῶραι    |
| Genitivo   | τῆς χώρᾱς | τοῖν (ταῖν) χώραιν | τῶν χωρῶν   |
| Dativo     | τῇ χώρᾳ   | τοῖν (ταῖν) χώραιν | ταῖς χώραις |
| Accusativo | τὴν χώρᾱν | τὼ (τὰ) χώρᾱ       | τὰς χώρᾱς   |
| Vocativo   | ὦ χώρᾱ    | ὦ χώρᾱ             | ὦ χῶραι     |

2. Declinazione dei femminili in alfa puro breve:  μοῖρα "parte, destino, Moira"
|            | Singolare  | Duale               | Plurale      |
| ---------- | ---------- | ------------------- | ------------ |
| Nominativo | ἡ μοῖρα    | τὼ (τὰ) μοίρᾱ       | αἱ μοῖραι    |
| Genitivo   | τῆς μοίρᾱς | τοῖν (ταῖν) μοίραιν | τῶν μοιρῶν   |
| Dativo     | τῇ μοίρᾳ   | τοῖν (ταῖν) μοίραιν | ταῖς μοίραις |
| Accusativo | τὴν μοῖραν | τὼ (τὰ) μοίρᾱ       | τὰς μοίρᾱς   |
| Vocativo   | ὦ μοῖρα    | ὦ μοίρᾱ             | ὦ μοῖραι     |

3. Declinazione dei femminili in alfa impuro lungo:  κρήνη: "fonte" 
|            | Singolare  | Duale               | Plurale      |
| ---------- | ---------- | ------------------- | ------------ |
| Nominativo | ἡ κρήνη    | τὼ (τὰ) κρήνᾱ       | αἱ κρῆναι    |
| Genitivo   | τῆς κρήνης | τοῖν (ταῖν) κρήναιν | τῶν κρηνῶν   |
| Dativo     | τῇ κρήνῃ   | τοῖν (ταῖν) κρήναιν | ταῖς κρήναις |
| Accusativo | τὴν κρήνην | τὼ (τὰ) κρήνᾱ       | τὰς κρήνᾱς   |
| Vocativo   | ὦ κρήνη    | ὦ κρήνᾱ             | ὦ κρῆναι     |

4. Declinazione dei femminili in alfa impuro breve:  Μοῦσα "Musa" 
|            | Singolare  | Duale               | Plurale      |
| ---------- | ---------- | ------------------- | ------------ |
| Nominativo | ἡ Μοῦσα    | τὼ (τὰ) Μούσᾱ       | αἱ Μοῦσαι    |
| Genitivo   | τῆς Μούσης | τοῖν (ταῖν) Μούσαιν | τῶν Μουσῶν   |
| Dativo     | τῇ Μούσῃ   | τοῖν (ταῖν) Μούσαιν | ταῖς Μούσαις |
| Accusativo | τὴν Μοῦσαν | τὼ (τὰ) Μούσᾱ       | τὰς Μούσᾱς   |
| Vocativo   | ὦ Μοῦσα    | ὦ Μούσᾱ             | ὦ Μοῦσαι     |

## Declinazione dei maschili della I declinazione: sottoclassi
I maschili della prima declinazione hanno caratteristiche autonome rispetto ai femminili:
- si dividono in due sole sottoclassi: maschili in alfa puro e maschili in alfa impuro;
- hanno il nominativo singolare in -ς (nominativo sigmatico);
- hanno il genitivo singolare in -ου, preso a prestito dalla II declinazione;
- i nomi d'agente in -της, e i sostantivi composti in -μήτρης, -τρίβης e -πώλης escono in α breve al vocativo singolare; lo stesso vale per il nome Πέρσης "persiano".

Qui di séguito, la declinazione dei maschili:
Fra i maschili di I declinazione si notano alcune particolarità:
- Il nome δεσπότης "padrone", ritira l'accento al vocativo, δέσποτα;
- alcuni nomi risentono di un influsso del dialetto dorico, ed hanno un genitivo in α lungo: fra questi:  βορρᾶς, "Borea" il vento del nord; il nome punico  Ἀννίβας "Annibale"; il nome romano  Σύλλας "Silla"; tale genitivo dorico è proprio anche della parola  ὀρνιθοθήρας "uccellatore";
- il genitivo del nome Καμβύσης "Cambise" ha la forma ionica, Καμβύσεω.

1. Declinazione dei maschili in alfa puro:  ταμίας, "tesoriere"
|            | Singolare  | Duale        | Plurale      |
| ---------- | ---------- | ------------ | ------------ |
| Nominativo | ὁ ταμίᾱς   | τὼ ταμίᾱ     | οἱ ταμίαι    |
| Genitivo   | τοῦ ταμίου | τοῖν ταμίαιν | τῶν ταμιῶν   |
| Dativo     | τῷ ταμίᾳ   | τοῖν ταμίαιν | τοῖς ταμίαις |
| Accusativo | τὸν ταμίᾱν | τὼ ταμίᾱ     | τoὺς ταμίᾱς  |
| Vocativo   | ὦ ταμίᾱ    | ὦ ταμίᾱ      | ὦ ταμίαι     |

2. Declinazione dei maschili in alfa impuro:  σατράπης "satrapo"
|            | Singolare    | Duale          | Plurale        |
| ---------- | ------------ | -------------- | -------------- |
| Nominativo | ὁ σατράπης   | τὼ σατράπᾱ     | οἱ σατράπαι    |
| Genitivo   | τοῦ σατράπου | τοῖν σατράπαιν | τῶν σατραπῶν   |
| Dativo     | τῷ σατράπῃ   | τοῖν σατράπαιν | τοῖς σατράπαις |
| Accusativo | τὸν σατράπην | τὼ σατράπᾱ     | τοὺς σατράπᾱς  |
| Vocativo   | ὦ σατράπη    | ὦ σατράπᾱ      | ὦ σατράπαι     |

## Prima declinazione contratta
La prima declinazione contratta è caratteristica di pochi sostantivi come, ad esempio, i femminili  μνᾶ, "mina" (unità monetaria e di peso) e  Ἀθηνᾶ, "Atena",  συκῆ "fico"; notevole appare il nome maschile  Ἑρμῆς, "Hermes", che però al duale e al plurale cambia di genere (diventa femminile), e di significato, dato che indica "le statue del dio Hermes", le Erme.
N.B. I nomi contratti di prima declinazione sono sempre perispomeni.
1. Declinazione dei femminili in alfa:  μνᾶ, "mina"
|            | Singolare | Duale             | Plurale    |
| ---------- | --------- | ----------------- | ---------- |
| Nominativo | ἡ μνᾶ     | τὼ (τὰ) μνᾶ       | αἱ μναῖ    |
| Genitivo   | τῆς μνᾶς  | τοῖν (ταῖν) μναῖν | τῶν μνῶν   |
| Dativo     | τῇ μνᾷ    | τοῖν (ταῖν) μναῖν | ταῖς μναῖς |
| Accusativo | τὴν μνᾶν  | τὼ (τὰ) μνᾶ       | τὰς μνᾶς   |
| Vocativo   | ὦ μνᾶ     | ὦ μνᾶ             | ὦ μναῖ     |

2. Declinazione dei femminili in eta:  συκῆ, "fico"
|            | Singolare | Duale              | Plurale     |
| ---------- | --------- | ------------------ | ----------- |
| Nominativo | ἡ συκῆ    | τὼ (τὰ) συκᾶ       | αἱ συκαῖ    |
| Genitivo   | τῆς συκῆς | τοῖν (ταῖν) συκαῖν | τῶν συκῶν   |
| Dativo     | τῇ συκῇ   | τοῖν (ταῖν) συκαῖν | ταῖς συκαῖς |
| Accusativo | τὴν συκῆν | τὼ (τὰ) συκᾶ       | τὰς συκᾶς   |
| Vocativo   | ὦ συκῆ    | ὦ συκᾶ             | ὦ συκαῖ     |

3. Declinazione dei maschili:  Ἑρμῆς, "Ermes", ma al duale e al plurale "le Erme"
|            | Singolare | Duale       | Plurale     |
| ---------- | --------- | ----------- | ----------- |
| Nominativo | ὁ Ἑρμῆς   | τὼ Ἑρμᾶ     | αἱ Ἑρμαῖ    |
| Genitivo   | τοῦ Ἑρμοῦ | τοῖν Ἑρμαῖν | τῶν Ἑρμῶν   |
| Dativo     | τῷ Ἑρμῇ   | τοῖν Ἑρμαῖν | ταῖς Ἑρμαῖς |
| Accusativo | τὸν Ἑρμῆν | τὼ Ἑρμᾶ     | τὰς Ἑρμᾶς   |
| Vocativo   | ὦ Ἑρμῆ    | ὦ Ἑρμᾶ      | ὦ Ἑρμαῖ     |